# Bodrum
Bodrum (vechiul nume antic: latină Halicarnas, greacă Ἁλικαρνασσός Halikarnassos) este un oraș din Turcia.
Bodrum, cu atmosfera sa boemă și elitară, este o localitate pitorească situată pe coasta egeeană, pe o peninsulă în apropierea insulei Kos. Este un bun punct de pornire într-o călătorie de-a lungul coastei cariene, cu panorama sa de mitologie și istorie, cu o arhitectură tipic mediteraneană, cu plaje de nisip spectaculoase și mici golfuri stâncoase. Bodrum-ul este fascinant noaptea, este o încântătoare destinație turistică care satisface exigențele oricărui turist și care își așteaptă vizitatorii să-i descopere misterele. Cunoscut în antichitate sub numele de Halicarnas (Halikarnassos), orașul Bodrum și-a câștigat celebritatea prin faptul că este orașul natal al istoricului grec Herodot și totodată locul unde se găsește Mausoleul din Halicarnas – una dintre cele șapte minuni ale lumii antice. 
Alexandru cel Mare a cucerit orașul în anul 334 î.C., fără a-l distruge.
Ca loc unde oamenii au trăit continuu de mii de ani, Bodrum are un trecut incredibil de bogat. Poziția sa lângă numeroase civilizații si evenimente ale istoriei antice au făcut din Bodrum un sit important pentru istorici.
Resturile Mausoleului din Halicarnas, aflate în partea de nord a orașului Bodrum (la cca 1 km de centru) sunt cuprinse într-un muzeu în aer liber, fiind vizitabile de către public.
Vizitabil este și castelul Sf.Petru din preajma portului Bodrum, construit de către Cruciații Ioaniți din resturile Mausoleului din Halicarnas, distrus de un cutremur de pamânt în secolul XII.
Edilii orașului admit clădiri cu maximum 2 etaje, pe criterii de uniformitate arhitectonică (măsură comparabilă cu cea impusă de César Manrique pe insula Lanzarote din arhipelagul Canarelor).

## Galerie de imagini

Resturile Mausoleului din Halicarnas (azi Bodrum)
Teatrul antic greco-roman din Bodrum
Poarta Myndos din Halicarnas prin care Alexandru cel Mare a intrat în oraş în anul 334 î.C.
Castelul Sf.Petru din Bodrum
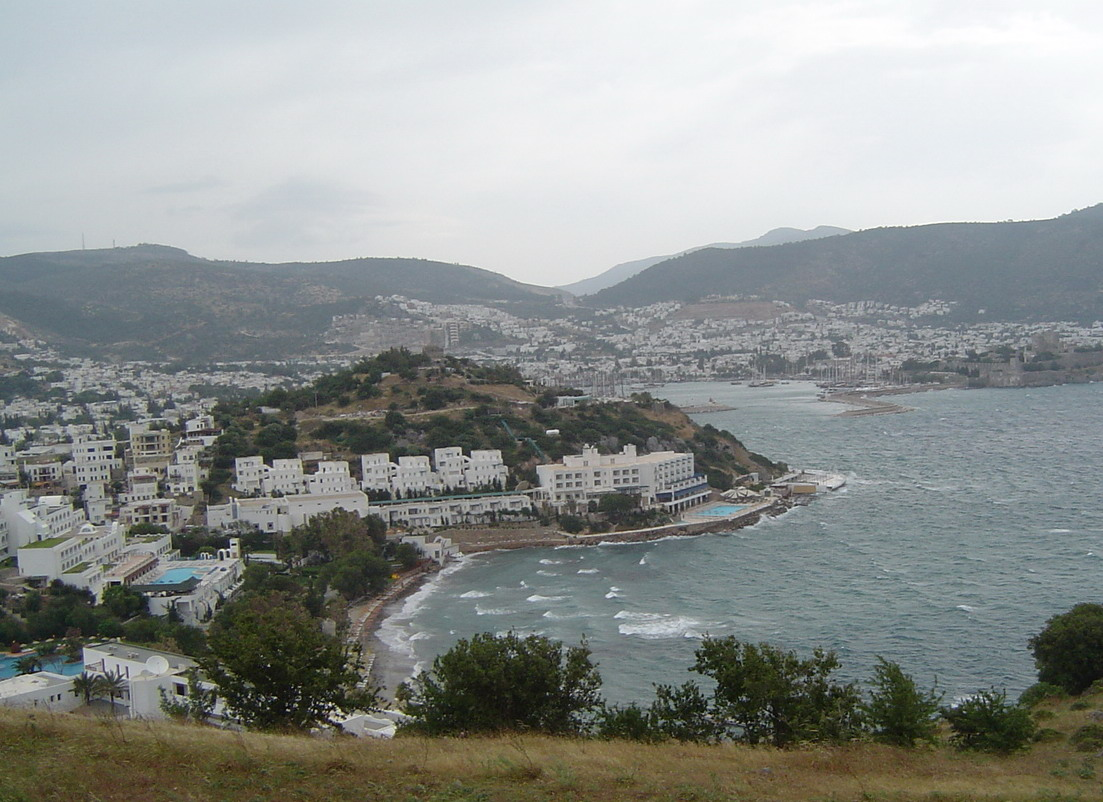
Imagine de ansamblu
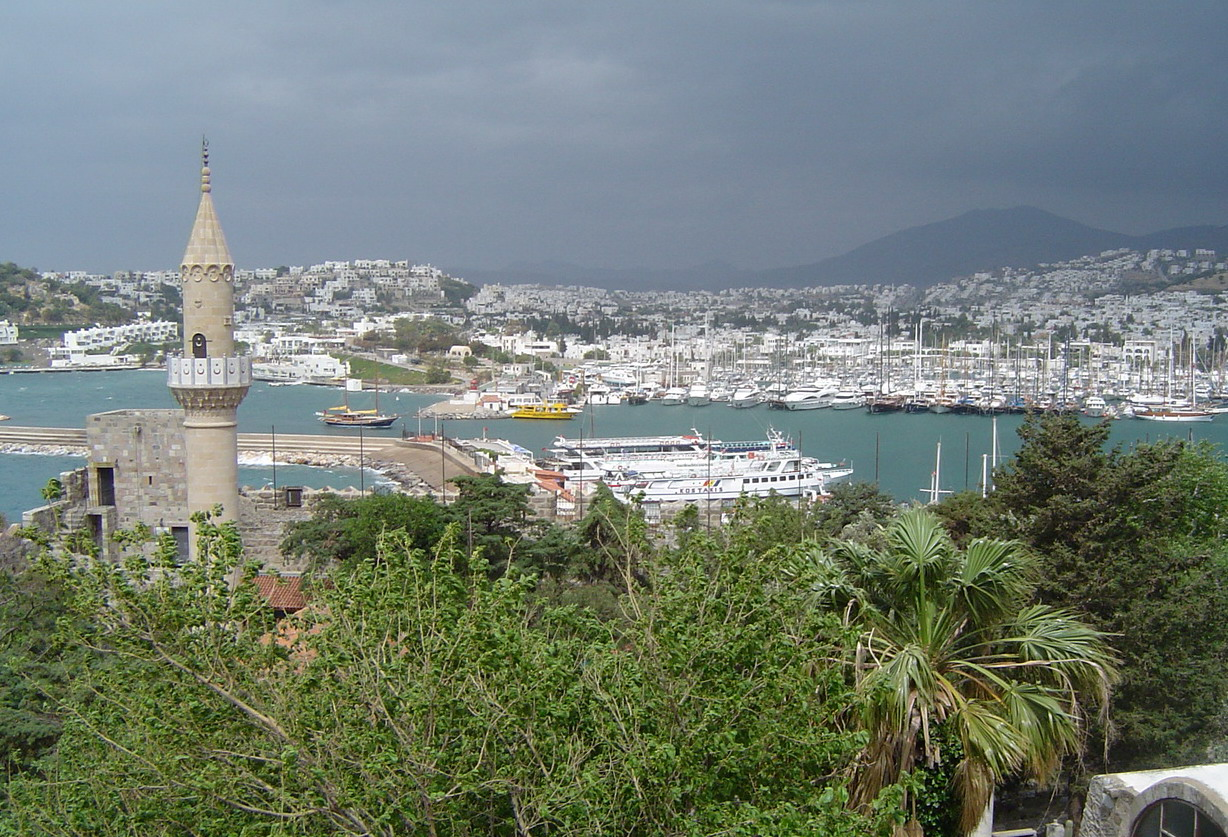
Imagine de ansamblu
Marea Moschee din Bodrum
Bustul lui Herodot din Bodrum